# Hotel Palmyra

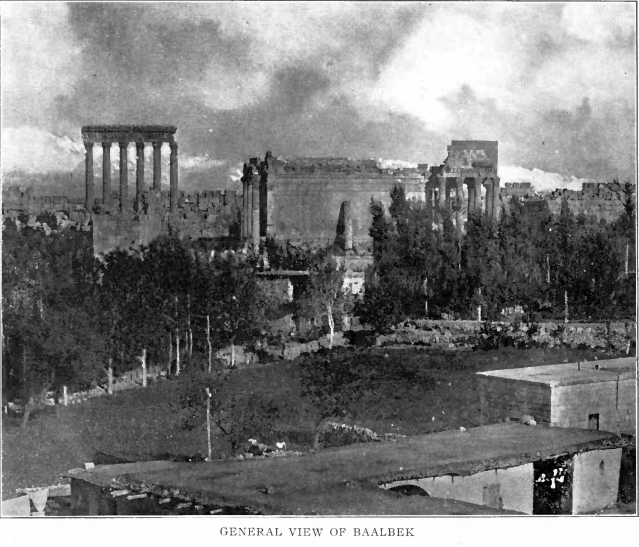
Utsikt från hotellet 1906 mot tempelområdet

Hotel Palmyra är ett hotell i Baalbek i Libanon.
Hotel Palmyra uppfördes 1874 av en grekisk hotellman från Konstantinopel för att ackommodera turister från Europa, som kom till Baalbek för att bese ruinerna efter den romerska staden Heliopolis. En av gästerna var den tyske kejsaren Wilhelm II 1898, som där formaliserade ett avtal om en gemensam tysk och ottomansk utgrävning av de romerska ruinerna i Baalbek.
Hotellrörelsen har bedrivits sedan dess. Hotellet har som mest haft ett 40-tal rum. Idag är omkring 20 rum tillgängliga.